# Ezequiel Garay
Ezequiel Marcelo Garay (Rosario, 1986. október 10. –) argentin válogatott labdarúgó.

## Pályafutása
2004-ben debütált a Newell’s Old Boys együttesében, a Gimnasia La Plata elleni 2-0-s győzelem alkalmával. Abban az évben meg is nyerték az argentin bajnokság Apertura félévét, 1992 óta először.

### Racing Santander
Garay a 2005/2006-os bajnokság felénél csatlakozott a Racing Santander keretéhez (2010-ig írt alá). Az első néhány hónap a beilleszkedéssel telt, az első teljes szezonjában pedig már a Primera División legjobb, legkeresetteb védőinek egyikévé vált. Mindössze öt meccsnek kellett eltelnie, hogy Miguel Ángel Portugal edző az Alavés ellen a kezdőcsapatba jelölje és azóta is kirobbanthatatlan onnan.
Nemcsak a sokoldalúságával, erősségével és sebességével tűnt ki. Első teljes santanderi évében Európa egyik leggólerősebb védője lett a maga 10 góljával, amelyet 31 meccsen ért el (nagyrészt büntetőből), beleértve az El Sardineroban a Real Madrid ellen szerzett góljait is.A Copa del Rey elődöntőjéig menetelt csapatával, ahol a Getafe ellen súlyos sérülést szenvedett és a szezon hátrelevő részét kihagyni kényszerült.
Magassága egyben erőssége is, gyakran nyeri meg a fejpárbajokat. A szabadrúgások és a tizenegyesek elvégzése sem okoz neki.                                                        

### Real Madrid
2008. május 20-án  hatéves szerződést kötött a spanyol Real Madriddal klubbal. Vételára 10 millió euro volt.Egy évet a Racing csapatánál maradt kölcsönben.
2009 júliusában debütált a Deportivo de La Coruña elleni 3–2-es hazai győzelemmel.
A 2010–11-es szezonban 8 mérkőzésen szerepelt.

### Benfica
2011. július 5-én a portugál SL Benfica csapatába igazolt 4 évre. Az átigazolás részeként érkezett a portugál klubba, mivel a Real Madridba került Fábio Coentrão és Garay mellett még 5 millió eurót kapott a portugál csapat.
2021 nyarán jelentette be visszavonulását.

### A válogatottban
2007 májusában már részt vett az argentin válogatott európai túráján, amikor Svájc, Algéria és Szerbia ellen léptek pályára a dél-amerikaiak. A Copa Américát azonban sérülés miatt kihagyni kényszerült, így a bemutatkozására augusztus 22-ig kellett várni, amikor Norvégia ellen kapott lehetőséget. Tagja volt a 2005-ben Hollandiában világbajnokságot nyerő U20-as argentin válogatottnak.

## Statisztika
| Klub              | Szezon           | Bajnokság | Bajnokság | Kupa     | Kupa  | Nemzetközi | Nemzetközi | Összesen | Összesen |
| Klub              | Szezon           | Mérkőzés  | Gólok     | Mérkőzés | Gólok | Mérkőzés   | Gólok      | Mérkőzés | Gólok    |
| ----------------- | ---------------- | --------- | --------- | -------- | ----- | ---------- | ---------- | -------- | -------- |
| Newell’s Old Boys | 2004–05          | 1         | 0         | —        | —     | —          | —          | 1        | 0        |
| Newell’s Old Boys | 2005–06          | 12        | 1         | —        | —     | —          | —          | 12       | 1        |
| Newell’s Old Boys | Összesen         | 13        | 1         | —        | —     | —          | —          | 13       | 1        |
| Racing Santander  | 2005–06          | 7         | 0         | 0        | 0     | —          | —          | 7        | 0        |
| Racing Santander  | 2006–07          | 31        | 9         | 1        | 0     | —          | —          | 32       | 9        |
| Racing Santander  | 2007–08          | 22        | 3         | 7        | 2     | —          | —          | 29       | 5        |
| Racing Santander  | 2008–09          | 24        | 2         | 2        | 0     | 4          | 0          | 30       | 2        |
| Racing Santander  | Összesen         | 84        | 14        | 10       | 2     | 4          | 0          | 98       | 16       |
| Real Madrid       | 2009–10          | 20        | 1         | 0        | 0     | 3          | 0          | 23       | 1        |
| Real Madrid       | 2010–11          | 5         | 0         | 2        | 0     | 1          | 0          | 8        | 0        |
| Real Madrid       | Összesen         | 25        | 1         | 2        | 0     | 4          | 0          | 31       | 1        |
| Karrier összesen  | Karrier összesen | 122       | 16        | 12       | 2     | 8          | 0          | 142      | 18       |

## Sikerei, díjai
- világbajnokság
  - ezüstérem: 2014, Brazília
- olimpia
  - aranyérem: 2008,Peking
- U20-as labdarúgó-világbajnokság
  - világbajnok:2005
- Argentin bajnok
  - bajnok: 2004
- Copa del Rey:
  - Győztes: 2010–11, 2018–19